# دنیای جدید (فیلم ۲۰۱۳)
دنیای جدید (انگلیسی: New World) فیلمی در ژانر درام جنایی به نویسندگی و کارگردانی پارک هون جونگ و محصول سال ۲۰۱۳ کره جنوبی است. از بازیگران آن می‌توان به چوی مین شیک، هوانگ جونگ مین، سونگ جی هیو و لی جونگ جه اشاره کرد. دنیای جدید یک اثر ملودرام است که حول یک پلیس مخفی روایت می‌شود که به سختی می‌تواند در آن واحد نقش یک پلیس و آدم‌کش را بازی کند.